# Václav Matěj Kramérius

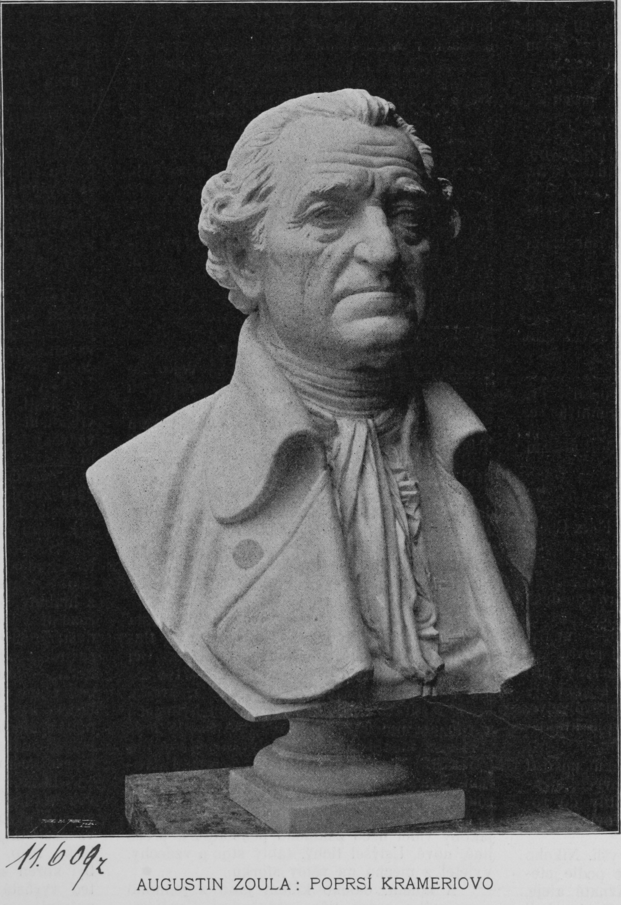
Gustav Zoula: Büste von Kramerius

Václav Matěj Kramérius (auch Wenzel Matthias Kramerius, * 9. Februar 1759 in Klatovy; † 22. März 1808 in Prag) war ein tschechischer Schriftsteller und Verleger in Böhmen.

## Leben
Kramérius besuchte das Gymnasium der Jesuiten in Klatovy und studierte danach Philosophie und Rechtswissenschaften an der Karls-Universität Prag. Da er aus armen Verhältnissen stammte, musste er, um sein Studium zu finanzieren, Geld verdienen. Dabei half ihm Josef Dobrovský, der ihm eine Tätigkeit als Bibliothekar und Schreiber bei Jan Frantisek Ritter Gemmrich von Neuberg (Jan z Neuberku), auf Czejtitz vermittelte. Dessen Enkel Jan Norbert Ritter von Neuberg setzte dessen Anliegen fort. Kramérius katalogisierte die Bibliothek und überarbeitete altböhmische Texte. Diese Tätigkeit, bei der er zahlreiche Kontakte zu Literaten knüpfen konnte, sollte später für seine Verlagstätigkeit von Nutzen sein. Kramerius war verheiratet seit dem 22. Mai 1791 mit Genovefa Hezirius (1764–1829 Prag). Aus der Ehe stammen fünf Kinder: Wenzel, Ludmilla, Adalbert, Karl, Klara. Neben seinem Sohn dem Schriftsteller Wenzel Franz Vinzenz K. (1792–1861) und seinem Sohn dem späteren im Priesteramte Adalbert Wenzel (Vojtech) K. (* 1795) ist der k.k. Professor am Kleinseiter Gymnasium Karl Kramerius (1797–1874). Die Familie Kramerius ist u. a. mit der Familie Eisenkolb (k.k. Bezirksrichter und Landesgerichtsrath in Kaaden) (Trauungsnachweis 1869 St. Nikolaus/ Kostel sv. Mikuláše, Prag der Familie Kramerius-Eisenkolb) und Familie Tippmann (Baumeister) in Kaaden, auch mit der Handels und Kaufmanns Familie Tittel in Prag und Familie Emanuel Broudre (Großkaufmann, Kaiserl. Rath) aus Saaz in Prag verwandt. Emanuel Broudre (1814–1878) ist der Onkel von JUDr. Franz Max Broudre in Saaz. Ebenfalls ist eine Verwandtschaft zu den Familien Dudek (k.k. Hauptmann und Commandant Carl D.), k.k. Polizeirath Karl Schiller (1800–1869) in Prag und Familie Stehlik von Czenkow und Treustätt nachzuweisen.
Kramérius Enkel Jaroslav Ferdinand Johann (* 1845 in Eger-; †1911 Czernowitz) war Professor an der Staatsgewerbeschule in Czernowitz, Bukowina.

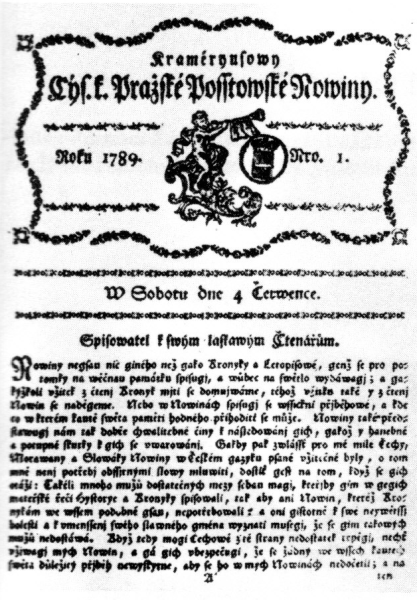
Kramerius' Prager Postzeitung, Ausgabe 1/1789

Nach dem Studium nahm Kramérius eine Stelle als Lehrer für die tschechische Sprache an. 1786 wechselte er als Redakteur zu Schönfelds Kaiserlich-königliche Postzeitung (Schönfeldské císařské královské poštovní noviny). Hier fand er weitere Mitarbeiter, vertiefte sein Wissen, gab Volksschriften heraus und wurde Gründer einer eigenen Postzeitung. Am 1. Juli 1789 erschien die erste Ausgabe dieser Prager Postzeitung (Pražské poštovské noviny), die 1791 umbenannt wurde in Heimatzeitung des Kramérius (Kramériusovy cis. kr. vlastenecké Noviny) und deren Leiter er bis 1808, seinem Todesjahr, war. Von Beginn an verkaufte sich die Zeitung gut, erreichte eine hohe Popularität und sein Zeitungskontor war der Mittelpunkt eines literarischen und künstlerischen Salon. Kramérius ergänzte die Ausgaben durch eigene kleine Schriften. 1795 kaufte er eine Druckerei und gründete einen Verlag. Jan N. Rulik, Freund und Mitarbeiter, nannte Kramerius den „makellosen Sohn des Vaterlandes, der den eingeschlummerten Cechen aus seinem Schlaf gerüttelt“ hat.
In diesem Verlag „Tschechische Expedition“ (Česká expedice), erschienen seinerzeit die meisten Publikationen in tschechischer Sprache. Dies war ein bedeutender Schritt für die weitere Entwicklung dieser Sprache und des nationalen Selbstbewusstseins der Tschechen in Böhmen.
Nach seinem Tod führte sein Sohn, der Schriftsteller (lt. Taufeintrag Wenzeslaus Franciscy Vincenz) Václav Rodomil Kramérius (* 6. April 1792 in Prag, verstorben am 6. Juni 1861 ebenda) den Verlagsbuchhandel und Zeitschriften-Verlag weiter und verkaufte 1823 das Unternehmen an die Prager Buchdruckerfamilie des Johann Ferdinand von Schönfeld.

## Publikationen
Seine sehr zahlreichen, volkstümlichen Schriften über Mitglieder des Herrscherhauses und Persönlichkeiten des öffentlichen Lebens, Volkssagen und Märchen, Unterhaltungsschriften, konfessionell tolerante Postillen und Kalender enthält ein Verzeichnis in: Constantin von Wurzbach: Kramerius, Wenzeslaus Mathias. In: Biographisches Lexikon des Kaiserthums Oesterreich. 13. Theil. Kaiserlich-königliche Hof- und Staatsdruckerei, Wien 1865, S. 119–124 (Digitalisat).
Seiner Zeitung legte Kramérius den Neuen Kalender der Toleranz bei, in dem sowohl evangelische wie auch katholische kirchliche Feiertage aufgeführt waren. Inhalt waren auch für das Jahr geplante Veranstaltungen, Ratschläge für die Landwirte und weiteres. Seine Sammlung Die neuen böhmischen Lieder für das schöne Geschlecht der Frauen beinhaltete Gedichte, sowohl in Übersetzung als auch Eigenwerke. Seine Rittererzählungen waren sehr beliebt und volkstümlich. Sie halfen dabei, die tschechische Sprache weiter zu verbreiten und zu festigen und den Gewinn für den Verlag zu steigern.

### Lyrik
- Noví čeští zpěvové pro krásné pohlaví ženské

### Kalender
- Nový kalendář tolerancí, 1787 bis 1798.

### Prosa
- Laudonův život a jeho hrdinští činové
- Vypsání ukrutné smrti Marie Antonie, královny francouzské
- Zrcadlo šlechetnosti
- Mravové šlechetných dítek
- Cvičení dítek jednoho každého stavu, item příkladové a básně dítkám k dobrému naučení
- Čarodějnice Megera
- Rozličné povídačky k poučení a obveselení